# 전주 풍패지관
전주 풍패지관(全州 豊沛之館)은 대한민국 전북특별자치도 전주시에 있는, 조선시대의 건축물이다. 대한민국의 보물 제583호로 지정되어 있다.

## 개요
조선 초 전주부성을 창건할 때 같이 지은 것으로 추정된다. 그 뒤 1473년(성종 3)에 전주부윤 조근이 전주사고를 창설할 때 남은 재력으로 개축했다는 기록이 있다. 객사는 빈객을 접대하고 숙박시키는 곳이지만 전패를 모시고 국왕에 대하여 예를 행하던 곳이며 조정의 칙사가 오면 이곳에 유숙하면서 교지를 전하기도 하였고, 지방 고관이 부임하면 먼저 이곳에 들러 배례를 올렸다. 또한 태조 이성계의 출생지에 경영된 객사라 해서 고사에서 따 풍패지관이라고 편액했다. 풍패란 중국 한고조 전한 고제의 고향으로, 전주가 조선 왕조의 발상지임을 나타낸다. 본관인 풍패지관(豊沛之館)은 조선 왕조의 국권을 상징한다. 주사와 동서익사로 객관 본전이 구성되었던 것인데 지금은 동사는 헐리고 없다.
풍패(豊沛) 또는 풍패지향(豊沛之鄕)이란 말은 새로운 왕조를 일으킨 제왕의 고향을 말하는 것이다. 유방이 고향인 지금의 강소성 패군 풍현에서 기병(起兵)하여 천하를 통일하고, 제위(帝位)에 오르자 고향 사람들에게 세금과 부역을 면해 준 일이 있다. 그 뒤부터 제왕의 고향은 모두 풍패라고 대칭(代稱)한다.
이성계의 실제 출생지는 함경도 영흥이지만, 조상 대대로 살던 곳이자 전주 이씨의 관향(貫鄕)으로 조선 왕조의 발상지인 전라도 전주(全州)를 풍패지향(豊沛之鄕)이라 하였다. 한 고조 유방이 반란을 평정하고 돌아가는 길에 고향인 패군(沛郡) 풍현(豊縣) 즉 풍패(豊沛)에 들러 승리를 기념하며 고향 사람들을 모은 자리에서 대풍가(大風歌)를 읊었듯, 이성계는 왜구를 평정하고 돌아가는 길에 고향인 전주(全州)에 들러 황산대첩의 대승을 기념하며 전주 이씨 종친들을 모은 자리에서 대풍가(大風歌)를 읊으며 새로운 왕조를 개창할 포부를 드러냈다.
전주는 조선 왕조의 풍패지향이고 조선시대 전라도의 위상을 말해주는 전국8도중 가장크고 웅장했던 전라감영의 건물중 외국사신등의 귀빈들을 위한 객사에 중국사신이 적어놓은 풍패지관이란 현판이 아직도 남아있다.
또한 전주성은 풍패지향의 성이라 하여 남대문은 풍남문(豊南門), 서대문은 패서문(沛西門), 동대문 완동문(完東門), 북대문 공북문(拱北門)으로 사대문을 명명하였으며 문루인 풍패루(豊沛樓)가 있었고 아직도 풍남문이 남아있으며 5월에는 전라북도 풍남제가 열린다.
1900년, 고종(高宗)은 태조를 기리기 위해 오목대 정상에 비석을 세웠는데, 비신(碑身)에는 ‘太組高皇帝駐畢遺址(태조고황제 주필유지)’라 쓰여 있으며, 이는 고종의 친필이라고 한다. 여기서 ‘태조고황제’는 고종이 1897년 황제 위(位)에 오르면서 태조에게 올린 시호(諡號)이다.

## 갤러리

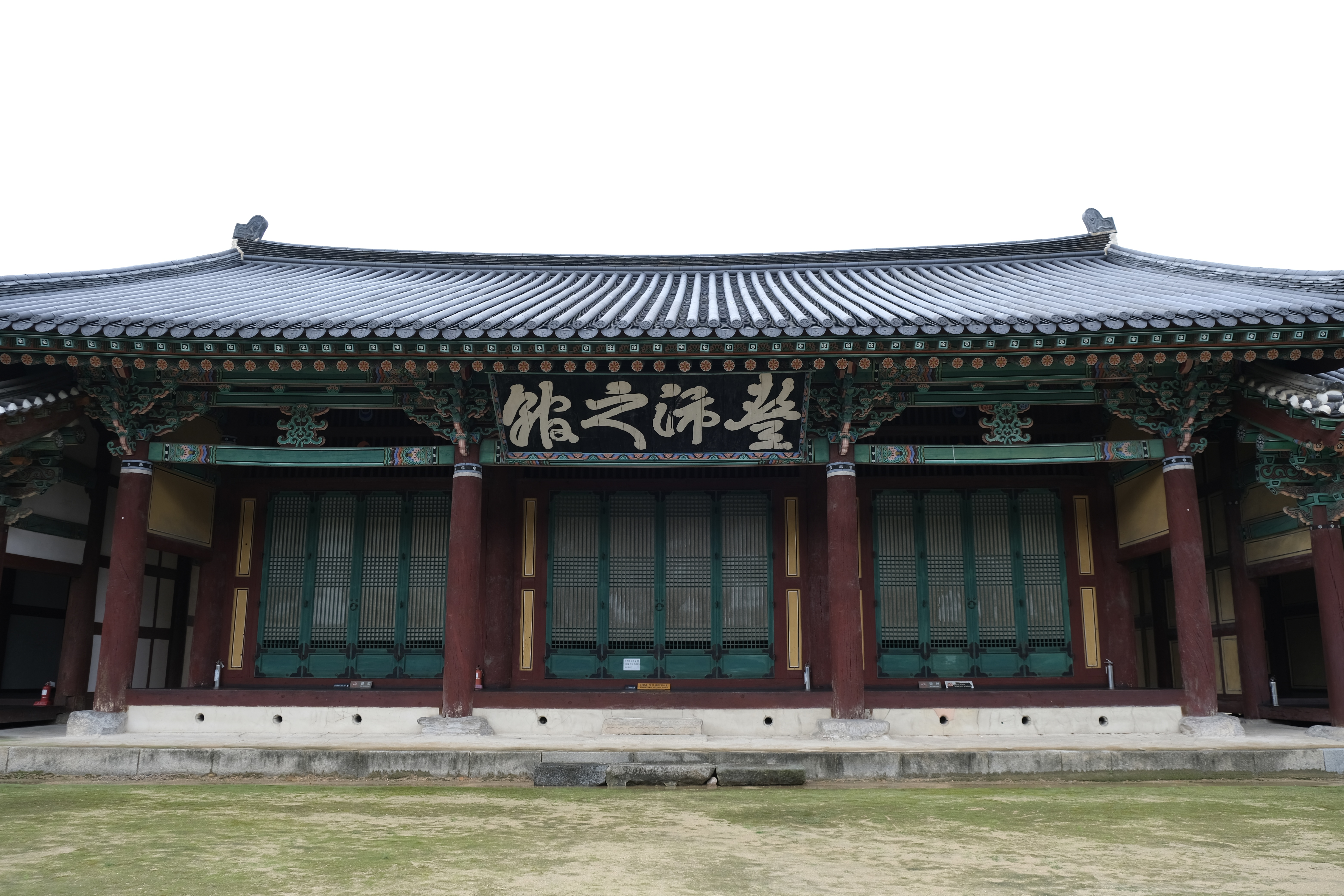
정면
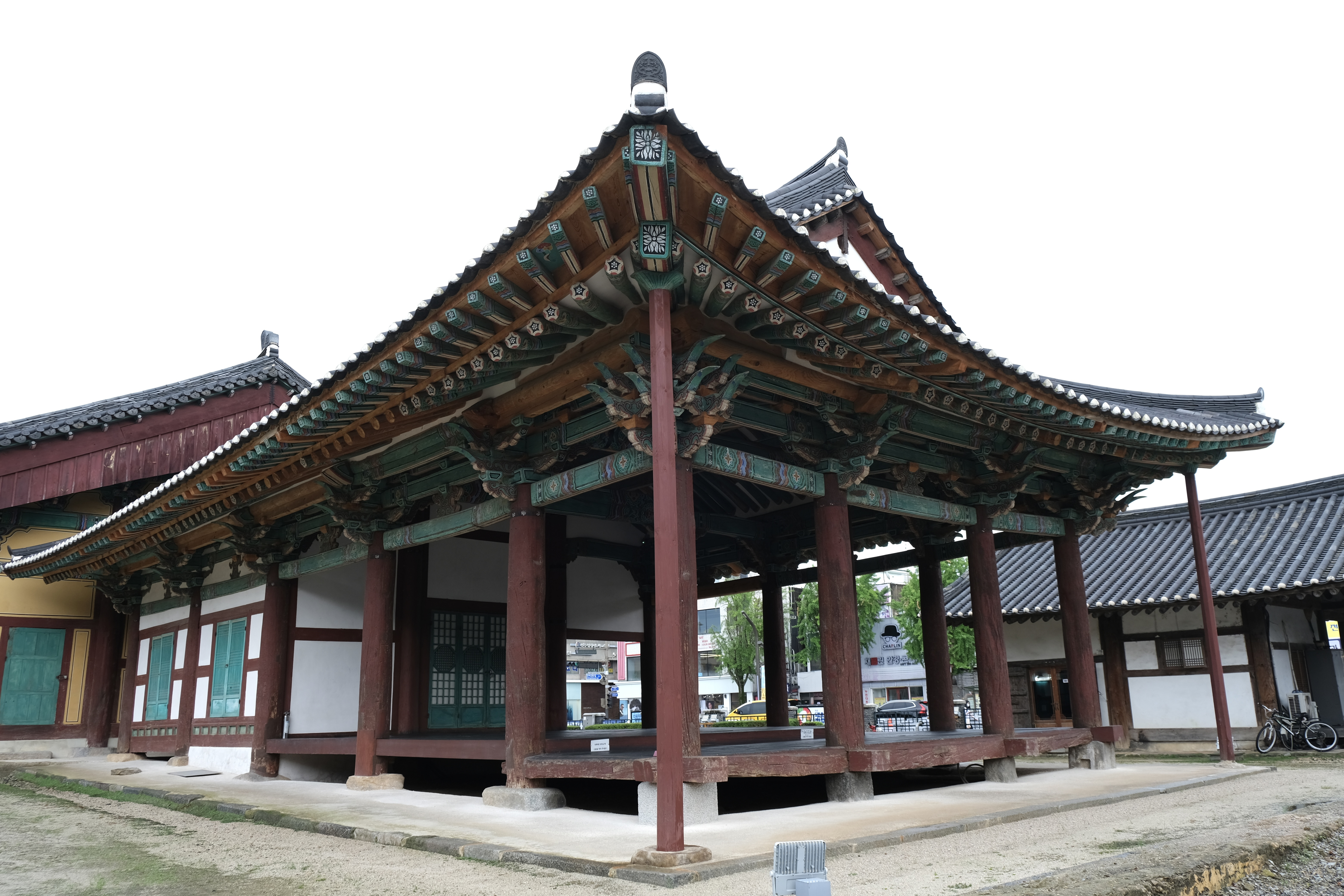
동측
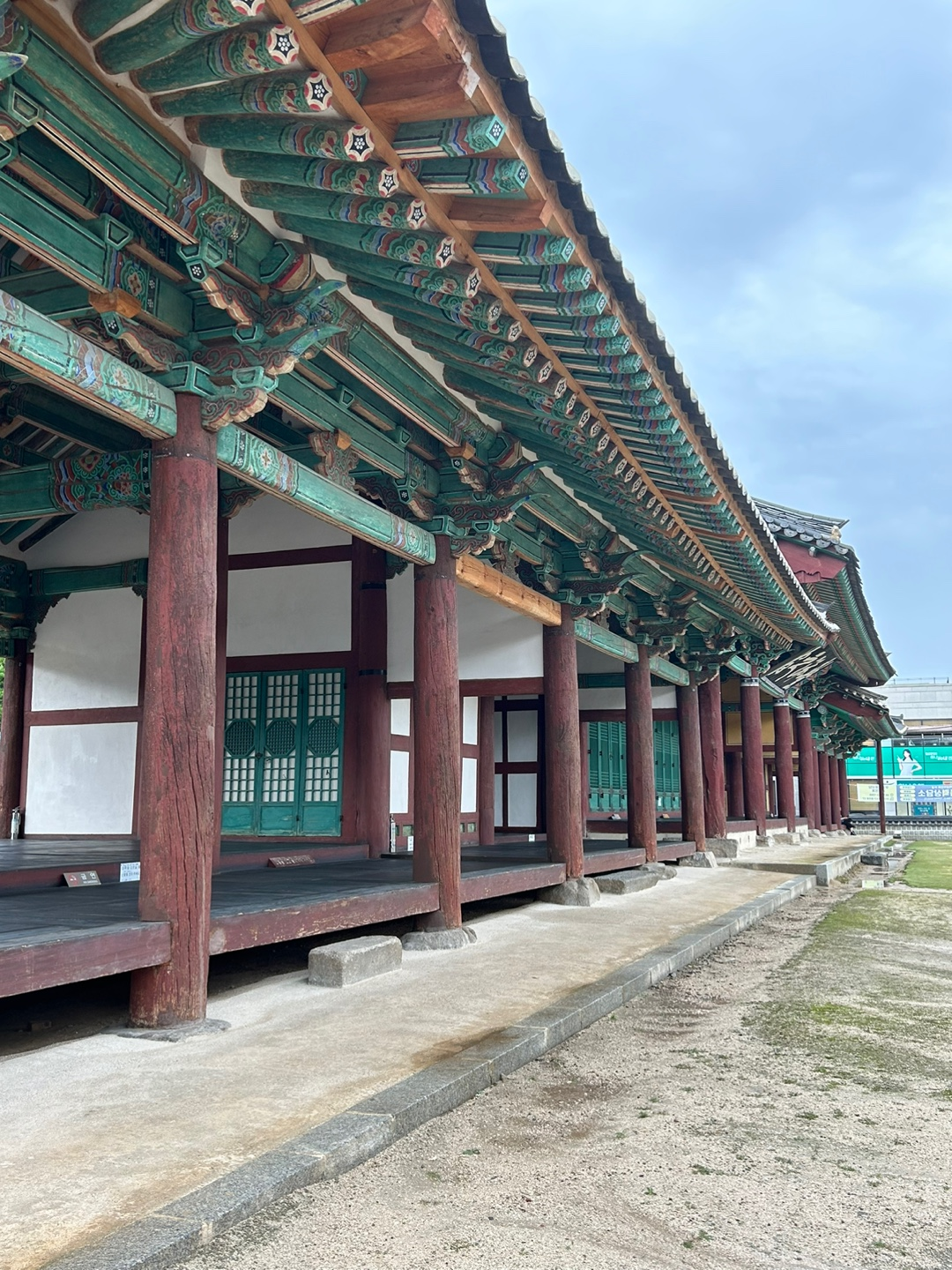
서측

## 참고 자료
- 전주 풍패지관 - 국가유산청 국가유산포털

## 같이 보기
- 안성객사
- 팽성읍 객사